# Антоніу Боржеш (вершник)
Антоніу Боржеш (порт. António Borges, 18 жовтня 1898 — 24 вересня 1959) — португальський вершник.
Бронзовий призер Олімпійських Ігор 1924 року в командному конкурі.